# 斯諾維季夫
48°52′48″N 25°17′9″E / 48.88000°N 25.28583°E
斯諾維季夫（烏克蘭語：Сновидів）是位於烏克蘭西部特諾皮爾州裏喬爾特基夫區的村莊，處於德涅斯特河畔，距離科斯米林和沃濟利夫1.5公里，面積3.6平方公里，2001年人口1,897。